# Le Hinglé
Le Hinglé is een gemeente in het Franse departement Côtes-d'Armor, in de regio Bretagne. De plaats maakt deel uit van het arrondissement Dinan. Le Hinglé telde op 1 januari 2022 912 inwoners.

## Geografie
De oppervlakte van Le Hinglé bedroeg op 1 januari 2022 3,37 vierkante kilometer; de bevolkingsdichtheid was toen 270,6 inwoners per km².
De onderstaande kaart toont de ligging van Le Hinglé met de belangrijkste infrastructuur en aangrenzende gemeenten.

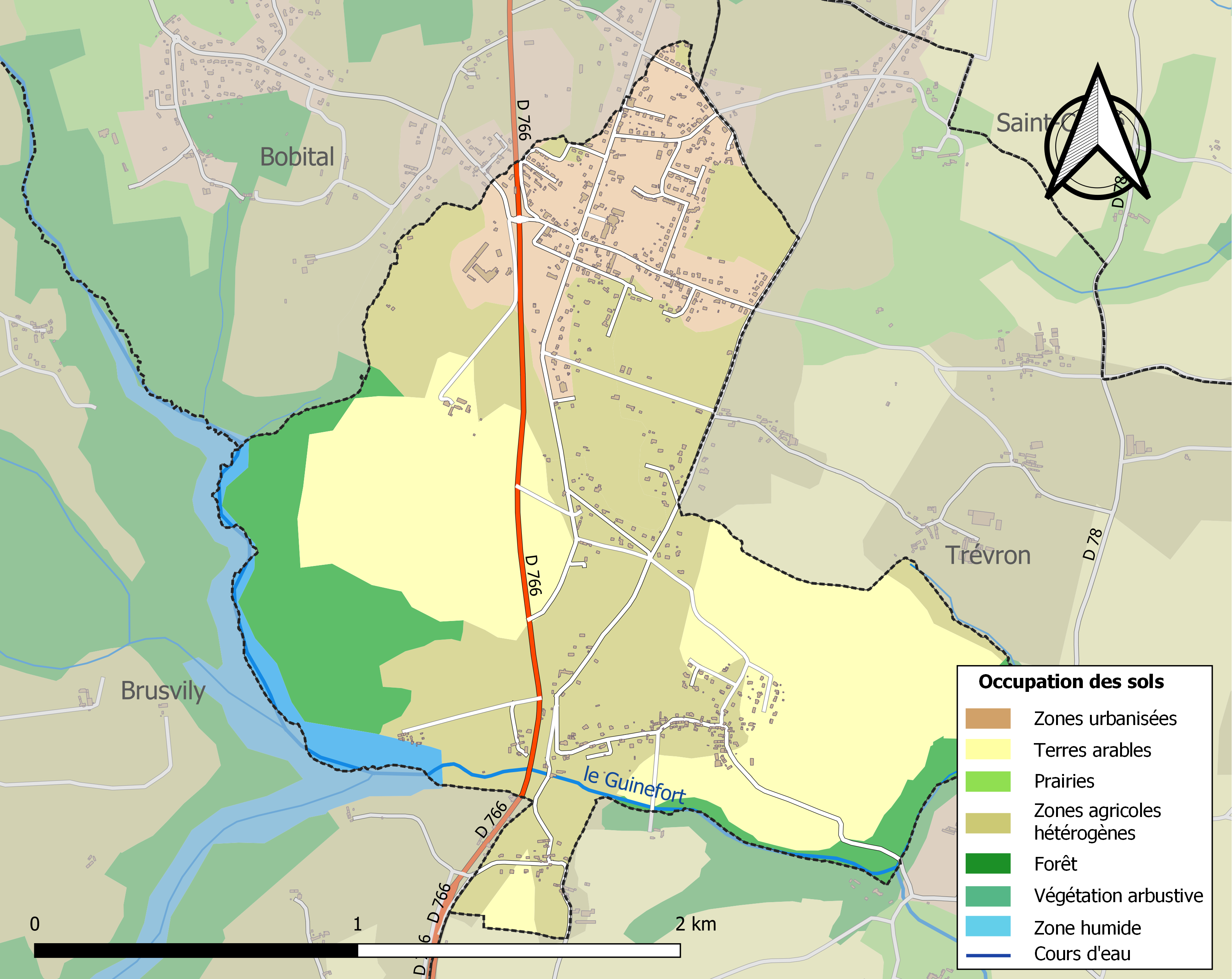

## Demografie
Onderstaande figuur toont het verloop van het inwonertal (bron: INSEE-tellingen).